# Scotopteryx burgaria
Scotopteryx burgaria là một loài bướm đêm trong họ Geometridae.